# U(1)
{\displaystyle U(1)} (унитарная группа порядка 1) — мультипликативная абелева группа всех комплексных чисел, равных по модулю единице: {\displaystyle \{z\in \mathbb {C} :|z|=1\}}.
Является одномерной группой Ли,
изоморфна группе {\displaystyle SO(2)} вращений плоскости
и диффеоморфна окружности.

## Названия и обозначения
Группа называется унитарной, так как комплексное число, по модулю равное единице, можно понимать как унитарную матрицу размера {\displaystyle 1\times 1}. Данная группа естественным образом изоморфна группе {\displaystyle SO(2)} вращений вещественной плоскости (так как комплексную плоскость можно рассматривать как вещественное двумерное пространство).
Обозначается иногда как {\displaystyle T} или {\displaystyle \mathbb {T} } в связи с тем, что квадрат этой группы {\displaystyle \mathbb {T} \times \mathbb {T} } представляет собой тор; в некоторых областях математики торами называют произведения нескольких групп {\displaystyle \mathbb {T} }, не обязательно двух; см. напр. Максимальный тор.
{\displaystyle U(1)} упоминается также как комплексная (единичная) окружность (в комплексном анализе: {\displaystyle \partial D}) или просто «окружность» ({\displaystyle S} или {\displaystyle S^{1}}).

## Некоторые свойства
Группа {\displaystyle U(1)} компактна и является единственно возможной (вещественной) одномерной компактной и связной группой Ли.
В любой компактной группе Ли положительной размерности можно найти подгруппу, изоморфную {\displaystyle U(1)}.
Группа {\displaystyle U(1)} не является односвязной.

## Элементарное толкование

Сложение углов:
150° + 270° = 60°

Элементы группы {\displaystyle U(1)} фактически определяют величину угла: комплексное число {\displaystyle z} группы можно записать как {\displaystyle z=e^{i\phi }} (причём {\displaystyle \phi } будет уже вещественным), а умножение комплексных чисел перейдёт в сложение углов. Таким образом, группу {\displaystyle U(1)} можно понимать как группу поворотов окружности, или же группу поворотов {\displaystyle SO(2)} всей плоскости вокруг начала координат.
Углы, различающиеся на целое число оборотов ({\displaystyle 2\pi n}, если мерить угол в радианах), будут совпадать. Например, сумма двух поворотов на {\displaystyle 120^{\circ }=2\pi /3} и {\displaystyle 240^{\circ }=4\pi /3} будет равна нулю. Таким образом, группа {\displaystyle U(1)} изоморфна факторгруппе {\displaystyle {\mathbb {R} }/2\pi {\mathbb {Z} }} группы вещественных чисел по модулю {\displaystyle 2\pi }. Если измерять угол в оборотах ({\displaystyle 2\pi =360^{\circ }}), то {\displaystyle U(1)\approx {\mathbb {R} }/{\mathbb {Z} }} — группа дробных частей вещественных чисел.

## Применение
Группа {\displaystyle U(1)} является важнейшим объектом в теории двойственности Понтрягина; через неё определяется преобразование Фурье. Часто используется в любом контексте, вовлекающем комплексные числа, зачастую без прямого её упоминания как группы («умножение на число, по модулю равное единице» и т. д.).
В физике калибровочная {\displaystyle U(1)}-теория — электродинамика (с уравнениями Максвелла в качестве классических уравнений движения). В квантовой механике {\displaystyle U(1)} — «физически неразличимые» преобразования вектора состояния системы, не меняющие ничего наблюдаемого (то есть не меняющие ничего, в принципе доступного наблюдению). См. также Калибровочная инвариантность.
На свойствах {\displaystyle U(1)} основан метод тригонометрических сумм.